# Selección de fútbol sub-17 de Pakistán
La Selección de fútbol sub-17 de Pakistán es el equipo que representa al país en el Mundial Sub-17, en el Campeonato Sub-16 de la AFC y en el Campeonato Sub-16 de la SAFF; y es controlado por la Federación de Fútbol de Pakistán.

## Palmarés
- Campeonato Sub-16 de la SAFF: 1

2011

## Participaciones

### Mundial Sub-17
| Año                         | Fase            | Posición        | PJ              | PG              | PE              | PP              | GF              | GC              |
| --------------------------- | --------------- | --------------- | --------------- | --------------- | --------------- | --------------- | --------------- | --------------- |
| China 1985                  | No se clasificó | No se clasificó | No se clasificó | No se clasificó | No se clasificó | No se clasificó | No se clasificó | No se clasificó |
| Canadá 1987                 | No se clasificó | No se clasificó | No se clasificó | No se clasificó | No se clasificó | No se clasificó | No se clasificó | No se clasificó |
| Escocia 1989                | No se clasificó | No se clasificó | No se clasificó | No se clasificó | No se clasificó | No se clasificó | No se clasificó | No se clasificó |
| Italia 1991                 | No se clasificó | No se clasificó | No se clasificó | No se clasificó | No se clasificó | No se clasificó | No se clasificó | No se clasificó |
| Japón 1993                  | No se clasificó | No se clasificó | No se clasificó | No se clasificó | No se clasificó | No se clasificó | No se clasificó | No se clasificó |
| Ecuador 1995                | No se clasificó | No se clasificó | No se clasificó | No se clasificó | No se clasificó | No se clasificó | No se clasificó | No se clasificó |
| Egipto 1997                 | No se clasificó | No se clasificó | No se clasificó | No se clasificó | No se clasificó | No se clasificó | No se clasificó | No se clasificó |
| Nueva Zelanda 1999          | No se clasificó | No se clasificó | No se clasificó | No se clasificó | No se clasificó | No se clasificó | No se clasificó | No se clasificó |
| Trinidad y Tobago 2001      | No se clasificó | No se clasificó | No se clasificó | No se clasificó | No se clasificó | No se clasificó | No se clasificó | No se clasificó |
| Finlandia 2003              | No se clasificó | No se clasificó | No se clasificó | No se clasificó | No se clasificó | No se clasificó | No se clasificó | No se clasificó |
| Perú 2005                   | No se clasificó | No se clasificó | No se clasificó | No se clasificó | No se clasificó | No se clasificó | No se clasificó | No se clasificó |
| Corea del Sur 2007          | No se clasificó | No se clasificó | No se clasificó | No se clasificó | No se clasificó | No se clasificó | No se clasificó | No se clasificó |
| Nigeria 2009                | No se clasificó | No se clasificó | No se clasificó | No se clasificó | No se clasificó | No se clasificó | No se clasificó | No se clasificó |
| México 2011                 | No se clasificó | No se clasificó | No se clasificó | No se clasificó | No se clasificó | No se clasificó | No se clasificó | No se clasificó |
| Emiratos Árabes Unidos 2013 | No se clasificó | No se clasificó | No se clasificó | No se clasificó | No se clasificó | No se clasificó | No se clasificó | No se clasificó |
| Chile 2015                  | No se clasificó | No se clasificó | No se clasificó | No se clasificó | No se clasificó | No se clasificó | No se clasificó | No se clasificó |
| India 2017                  | No se clasificó | No se clasificó | No se clasificó | No se clasificó | No se clasificó | No se clasificó | No se clasificó | No se clasificó |
| Total                       | 0/16            | 0º              | 0               | 0               | 0               | 0               | 0               | 0               |

### Campeonato Sub-16 de la SAFF
| AFC U-16 Championship | AFC U-16 Championship | AFC U-16 Championship | AFC U-16 Championship | AFC U-16 Championship | AFC U-16 Championship | AFC U-16 Championship | AFC U-16 Championship | AFC U-16 Championship |
| Año                   | Resultado             | J                     | G                     | E                     | P                     | GF                    | GC                    |                       |
| --------------------- | --------------------- | --------------------- | --------------------- | --------------------- | --------------------- | --------------------- | --------------------- | --------------------- |
| 1985                  | Abandonó el torneo    | Abandonó el torneo    | Abandonó el torneo    | Abandonó el torneo    | Abandonó el torneo    | Abandonó el torneo    | Abandonó el torneo    |                       |
| 1986                  | No participó          | No participó          | No participó          | No participó          | No participó          | No participó          | No participó          |                       |
| 1988                  | No participó          | No participó          | No participó          | No participó          | No participó          | No participó          | No participó          |                       |
| 1990                  | Abandonó el torneo    | Abandonó el torneo    | Abandonó el torneo    | Abandonó el torneo    | Abandonó el torneo    | Abandonó el torneo    | Abandonó el torneo    |                       |
| 1992                  | No clasificó          | No clasificó          | No clasificó          | No clasificó          | No clasificó          | No clasificó          | No clasificó          |                       |
| 1994                  | No clasificó          | No clasificó          | No clasificó          | No clasificó          | No clasificó          | No clasificó          | No clasificó          |                       |
| 1996                  | No clasificó          | No clasificó          | No clasificó          | No clasificó          | No clasificó          | No clasificó          | No clasificó          |                       |
| 1998                  | No clasificó          | No clasificó          | No clasificó          | No clasificó          | No clasificó          | No clasificó          | No clasificó          |                       |
| 2000                  | No clasificó          | No clasificó          | No clasificó          | No clasificó          | No clasificó          | No clasificó          | No clasificó          |                       |
| 2002                  | Fase de grupos        | 3                     | 0                     | 1                     | 2                     | 2                     | 6                     |                       |
| 2004                  | No participó          | No participó          | No participó          | No participó          | No participó          | No participó          | No participó          |                       |
| 2006                  | No clasificó          | No clasificó          | No clasificó          | No clasificó          | No clasificó          | No clasificó          | No clasificó          |                       |
| 2008                  | No clasificó          | No clasificó          | No clasificó          | No clasificó          | No clasificó          | No clasificó          | No clasificó          |                       |
| 2010                  | No clasificó          | No clasificó          | No clasificó          | No clasificó          | No clasificó          | No clasificó          | No clasificó          |                       |
| 2012                  | No clasificó          | No clasificó          | No clasificó          | No clasificó          | No clasificó          | No clasificó          | No clasificó          |                       |
| 2014                  | No clasificó          | No clasificó          | No clasificó          | No clasificó          | No clasificó          | No clasificó          | No clasificó          |                       |
| 2016                  | Abandonó el torneo    | Abandonó el torneo    | Abandonó el torneo    | Abandonó el torneo    | Abandonó el torneo    | Abandonó el torneo    | Abandonó el torneo    |                       |
| Total                 | 1/17                  | 3                     | 0                     | 1                     | 2                     | 2                     | 6                     |                       |

| Año   | Resultado      | J            | G            | E            | P            | GF           | GC           |
| ----- | -------------- | ------------ | ------------ | ------------ | ------------ | ------------ | ------------ |
| 2011  | Campeón        | 4            | 4            | 0            | 0            | 11           | 1            |
| 2013  | Fase de grupos | 3            | 0            | 2            | 1            | 0            | 3            |
| 2015  | No participó   | No participó | No participó | No participó | No participó | No participó | No participó |
| Total | 2/3            | 7            | 4            | 2            | 1            | 11           | 4            |